# پاکالا ویلیج (هاوایی)
پاکالا ویلیج (به انگلیسی: Pakala Village) یک منطقهٔ مسکونی در ایالات متحده آمریکا است که در شهرستان کائوآئی، هاوایی واقع شده‌است. پاکالا ویلیج ۶٫۷ کیلومتر مربع مساحت و ۲۹۴ نفر جمعیت دارد و ۰ متر بالاتر از سطح دریا واقع شده‌است.